# Longreach Airport
Longreach Airport är en flygplats i Australien. Den ligger i kommunen Longreach och delstaten Queensland, omkring 990 kilometer nordväst om delstatshuvudstaden Brisbane. Longreach Airport ligger 192 meter över havet.
Trakten runt Longreach Airport är nära nog obefolkad, med mindre än två invånare per kvadratkilometer.. Närmaste större samhälle är Longreach, nära Longreach Airport.
Omgivningarna runt Longreach Airport är i huvudsak ett öppet busklandskap. Genomsnittlig årsnederbörd är 419 millimeter. Den regnigaste månaden är februari, med i genomsnitt 108 mm nederbörd, och den torraste är september, med 6 mm nederbörd.